# Nepotismo

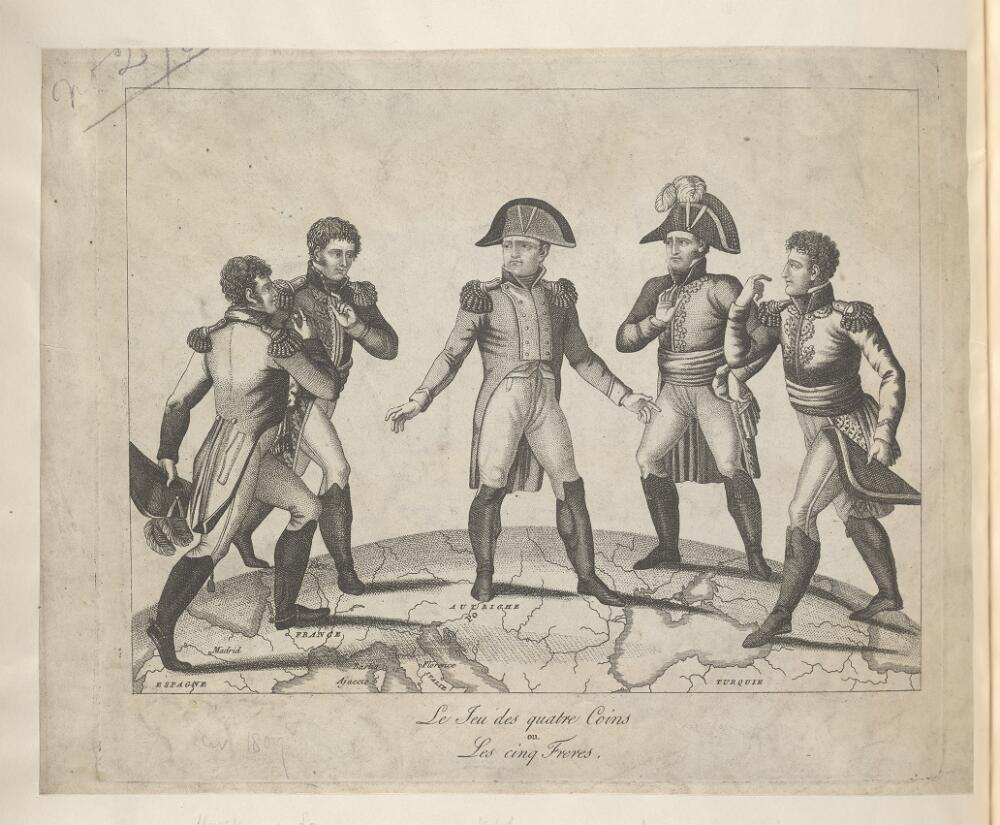
Caricatura satírica del Imperio napoleónico y de la Casa Bonaparte titulada "El juego de los cinco hermanos" (1807). El gobierno de Napoleón Bonaparte es un caso de nepotismo extremo, llegando a colocar a sus hermanos como reyes de las regiones conquistadas (José Bonaparte en España, Luis Bonaparte en Holanda, Jerónimo Bonaparte en Westfalia, Carolina Bonaparte en Nápoles y Elisa Bonaparte en La Toscana).

El nepotismo o enchufismo es el uso de un cargo, ya sea en el sector público o en la empresa privada, para nombrar a familiares o amigos para determinados empleos o darles otros favores, sin importar el mérito para ocupar el cargo, sino su lealtad o alianza.
Manuel Ossorio lo define como la "desmedida preferencia que algunos dan a sus parientes para las gracias o empleos públicos".
En sociedades donde se valora positivamente la meritocracia (en su concepción de darwinismo social), el nepotismo es generalmente considerado una forma de corrupción.
De acuerdo con el numeral 2 del artículo 21 de la Declaración Universal de los Derechos Humanos: "Toda persona tiene el derecho de acceso, en condiciones de equidad, a las funciones públicas de su país". Por lo que el nepotismo violenta el derecho humano de acceso a funciones públicas de todos aquellos que se ven privados de oportunidades para competir justamente por un cargo público.
Aunque el nepotismo se puede dar tanto en el sector público como en el privado, la diferencia es que en el primero rigen principios generales como el "interés general", tutelados por los poderes públicos, mientras que en el segundo rige la "autonomía de la voluntad" o el "derecho a la propiedad", es decir, su tutela viene determinada por el propio empresario, propietario y gestor de los medios de producción, en su propio interés y provecho.

## Etimología
El término nepotismo deriva de nepote y el sufijo -ismo, este del italiano nipote ("sobrino"), a su vez del latín nepōs en referencia a la práctica de los papas durante la Edad Media y el Renacimiento de nombrar a sus parientes (la mayoría sobrinos) como cardenales.

## Historia

### Pisístrato
En la tiranía de Pisístrato, para proteger su poder y planes con el pueblo de Atenas, entregó la mayoría de los cargos políticos y públicos a sus familiares y amigos más cercanos.

### República e Imperio Romano
En los tiempos de la República romana hubo un caso muy destacado, el de Pompeyo y su suegro Metelo Escipión. Pompeyo legó a Escipión dos legiones, aunque Escipión mostraba una gran ineptitud en ámbitos militares. El caso fue denunciado en el Senado por Marco Antonio, que era un tribuno de la plebe favorable a César, pero no se pudo hacer nada debido a que el Senado, en esos momentos, estaba dominado por los boni (un término que significa "hombres buenos" en latín) y que fue activamente utilizado por varios líderes políticos en la época final de la República romana. 

### Imperio Chino y China actual
Durante los últimos 3000 años, el nepotismo ha sido común en la cultura de clanes y familias extendidas de China. Confucio escribió sobre la importancia de equilibrar la "piedad filial con el mérito". El sistema feudal basado en el clan colapsó durante la vida de Confucio , pero el nepotismo continuó hasta la era moderna. Por ejemplo, se creía que Zhang Hui había acelerado su carrera mediante la intervención de su tío, Li Jianguo, vicepresidente y secretario general del Asamblea Popular Nacional de China. Hui se convirtió en el miembro más joven y secretario del Comité Permanente Municipal de Jining a la edad de 32 años.

### Iglesia

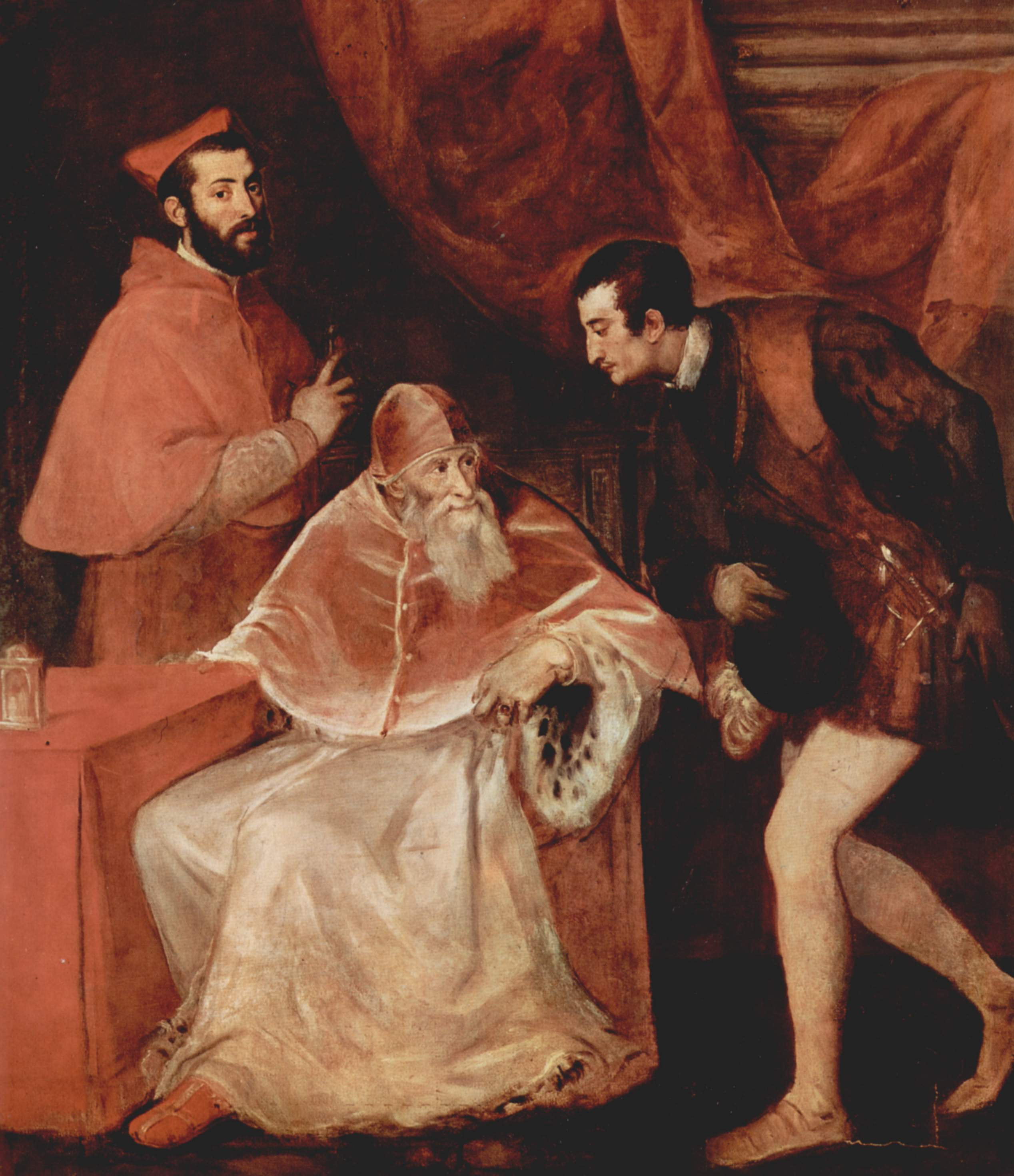
El papa Pablo III junto a sus nepotes, el cardenal Alejandro Farnesio y el duque Octavio Farnesio, en una pintura de Tiziano del.

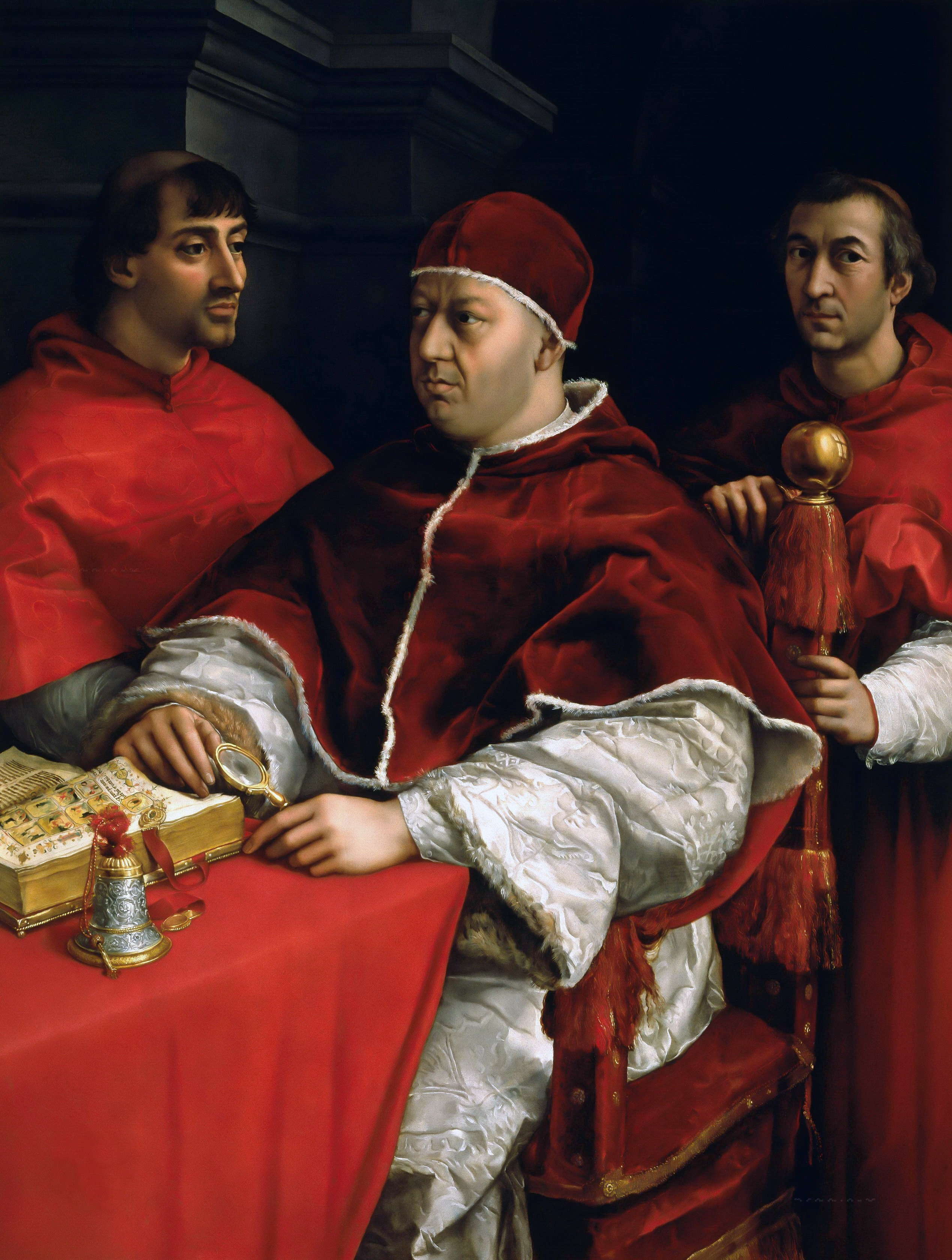
Retrato del papa León X con sus primos, los cardenales Julio de Médicis (futuro papa Clemente VII, a la izquierda) y Luis de Rossi (a la derecha), obra de Rafael Sanzio.

En la Edad Media, algunos papas y obispos católicos criaban sus hijos naturales como "sobrinos" y les daban preferencia. Algunos papas son conocidos por haber elevado a sus parientes a  cardenales de la iglesia. 
Tales técnicas se usaban a menudo, como una forma de continuar una dinastía papal. Así, el papa Calixto III, de la familia Borja, convirtió a dos de sus sobrinos en cardenales; uno de los cuales, Rodrigo, usó esta posición para finalmente llegar a ser pontífice (Alejandro VI). El mismo Alejandro VI promovió al joven Alejandro Farnesio, hermano de su amante Julia Farnesio, como cardenal que llegaría a ser papa con el nombre de Pablo III. Pablo III también practicó el nepotismo al promover como cardenales, a sus dos nietos (de catorce y dieciséis años).

### Imperio Napoleónico
El gobierno de Napoleón es un típico caso de nepotismo, ya que otorgó varios cargos públicos a sus familiares, entre ellos su hermano José Bonaparte (apodado Pepe Botella), que fue nombrado rey de España.

### Perú
En 2004 el Congreso de la República propuso tipificar al nepotismo como delito en el Código Penal. Se aplica a las personas que tienen algún vínculo familiar durante la fase de concurso público.

### Zimbabue
Hasta su deposición en 2017, se informó que el presidente Robert Mugabe estaba preparando a su esposa Grace Mugabe para ser la próxima presidente de Zimbabue una vez falleciera este. Anteriormente se consideraba que el vicepresidente Joice Mujuru era el sucesor favorito de Mugabe.